# Olympische Sommerspiele 1984/Synchronschwimmen – Duett
Das Synchronschwimmen im Duett bei den Olympischen Spielen 1984 in Los Angeles fand vom 6. bis 9. August 1984 im Olympic Swim Stadium statt.
Die beiden US-Amerikanerinnen Candy Costie und Tracie Ruiz erzielten das beste Resultat und erhielten als Olympiasiegerinnen die Goldmedaille. Platz zwei belegten Sharon Hambrook und Kelly Kryczka aus Kanada vor dem japanischen Duo Saeko Kimura und Miwako Motoyoshi, das sich die Bronzemedaille sicherte.

## Qualifikation
Die acht besten Duos erreichten das Finale, in welches die Punktzahl des Technikdurchlaufs übernommen wurde.
| Platz | Name                                  | Nation                   | Technik | Kür   | Gesamt  |
| ----- | ------------------------------------- | ------------------------ | ------- | ----- | ------- |
| 01    | Candy Costie / Tracie Ruiz            | Vereinigte Staaten       | 96,584  | 98,40 | 194,484 |
| 02    | Sharon Hambrook / Kelly Kryczka       | Kanada                   | 96,034  | 97,80 | 193,834 |
| 03    | Saeko Kimura / Miwako Motoyoshi       | Japan                    | 90,992  | 96,80 | 187,792 |
| 04    | Caroline Holmyard / Carolyn Wilson    | Großbritannien           | 89,650  | 92,60 | 182,250 |
| 05    | Edith Boss / Karin Singer             | Schweiz                  | 87,109  | 91,40 | 178,509 |
| 06    | Catrien Eijken / Marijke Engelen      | Niederlande              | 87,058  | 91,00 | 178,058 |
| 07    | Pascale Besson / Muriel Hermine       | Frankreich               | 85,909  | 90,40 | 176,309 |
| 08    | Claudia Novelo / Pilar Ramírez        | Mexiko                   | 85,209  | 90,20 | 175,409 |
| 09    | Gudrun Hänisch / Gerlind Scheller     | BR Deutschland           | 84,567  | 89,80 | 174,367 |
| 10    | Eva-Maria Edinger / Alexandra Worisch | Österreich               | 82,767  | 88,60 | 171,367 |
| 11    | Paula Carvalho / Tessa Carvalho       | Brasilien                | 82,092  | 84,20 | 166,292 |
| 12    | Katie Sadleir / Lynette Sadleir       | Neuseeland               | 79,442  | 85,20 | 164,642 |
| 13    | Donella Burridge / Lisa Steanes       | Australien               | 79,192  | 85,40 | 164,592 |
| 14    | Ximena Carias / Maribel Solís         | Dominikanische Republik  | 77,817  | 80,20 | 158,017 |
| 15    | Katia Overfeldt / Patricia Serneels   | Belgien                  | 75,366  | 81,20 | 156,566 |
| 16    | Mónica Antich / Ana Tarrés            | Spanien                  | 73,551  | 80,60 | 154,151 |
| 17    | Dahlia Mokbel / Sahar Youssef         | Ägypten                  | 70,266  | 80,60 | 150,866 |
| 18    | Esther Croes / Nicole Hoevertsz       | Niederländische Antillen | 65,484  | 76,40 | 141,884 |

## Finale
| Platz | Name                               | Nation             | Technik | Kür   | Gesamt  |
| ----- | ---------------------------------- | ------------------ | ------- | ----- | ------- |
| 1     | Candy Costie / Tracie Ruiz         | Vereinigte Staaten | 96,584  | 99,00 | 195,584 |
| 2     | Sharon Hambrook / Kelly Kryczka    | Kanada             | 96,034  | 98,20 | 194,234 |
| 3     | Saeko Kimura / Miwako Motoyoshi    | Japan              | 90,992  | 97,00 | 187,992 |
| 4     | Caroline Holmyard / Carolyn Wilson | Großbritannien     | 89,650  | 94,40 | 184,050 |
| 5     | Edith Boss / Karin Singer          | Schweiz            | 87,109  | 93,00 | 180,109 |
| 6     | Catrien Eijken / Marijke Engelen   | Niederlande        | 87,058  | 92,00 | 179,058 |
| 7     | Pascale Besson / Muriel Hermine    | Frankreich         | 85,909  | 90,80 | 176,709 |
| 8     | Claudia Novelo / Pilar Ramírez     | Mexiko             | 85,209  | 91,20 | 176,409 |